# Valle de México
El Valle de México o Valle de Anáhuac es una región geográfica que se localiza en el centro sur del centronorte de México. Originalmente se trataba de una cuenca endorreica que albergaba los lagos Texcoco, Xochimilco y Chalco. Estos cuerpos de agua eran alimentados por los escurrimientos y filtraciones provenientes de las montañas aledañas, particularmente de la Sierra Nevada, sierra de las Cruces y sierra de Ajusco-Chichinauhtzin. 
Por error en el uso literario común es normal que se confunda a la cuenca de México con el valle de México aun en asuntos oficiales, por lo que el gobierno del Estado de México creó el ente administrativo Valle de Cuautitlán-Texcoco que abarca todo el valle de Cuautitlán y la mitad del valle de México.
El valle de México por sí mismo es uno de los cuatro valles (junto al Valle de Cuautitlán, el Valle de Apan, y el Valle de Tizayuca) que forman la Cuenca de México.
Una confusión común  es que se llame Zona Metropolitana del Valle de México a la zona urbana que abarca los cuatro valles de la cuenca de México, e incluso que a la zona metropolitana se le confunda con la Ciudad de México.
La cuenca fue abierta artificialmente mediante la construcción de un desagüe durante el Virreinato. Desde el siglo XVII se han realizado varias obras de ingeniería que tienen como propósito desecar los lagos. Estas obras conducen las aguas del Anáhuac hacia el río Tula, de manera que la cuenca de México actualmente forma parte de la región hidrológica del río Pánuco, que desemboca en el golfo de México.

## Ubicación

El valle de México como parte de la cuenca de México.

El Valle de México se ubica en la región Lagos y Volcanes del Anáhuac de la provincia fisiográfica del Eje Neovolcánico. El valle está rodeado por las sierras de Monte Alto, Monte Bajo y Las Cruces, Pachuca, así como la Sierra Nevada y la serranía de Chichinauhtzin. En el valle de México se localiza la Ciudad de México, cuyo centro administrativo se localiza en la plaza llamada el Zócalo, que se encuentra en las coordenadas 19° 29′ 52″ N, 99° 7′ 37″ O.

## Geografía

### División política

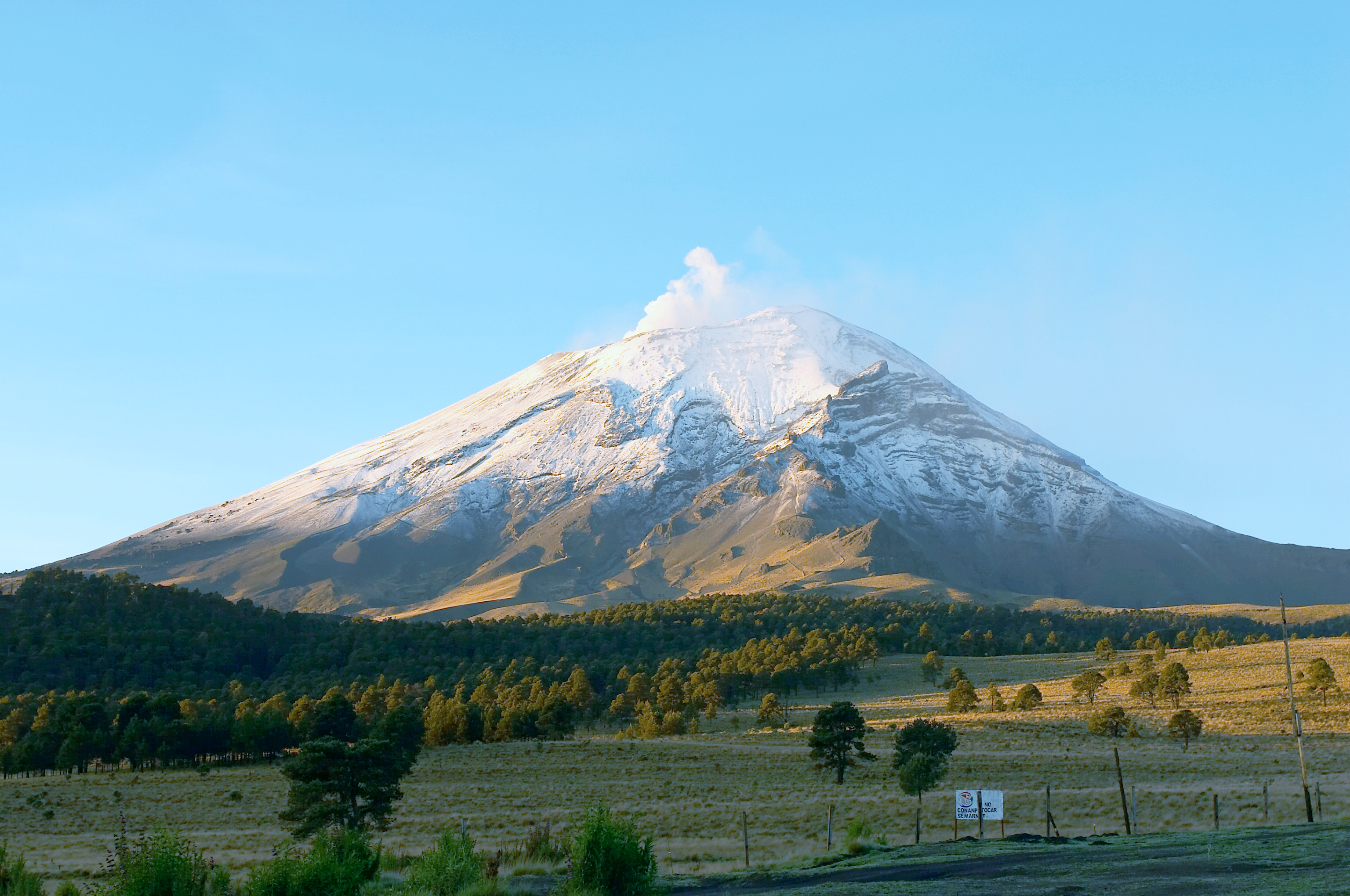
Volcán Popocatépetl.

La Región Valle de México y Sistema Cutzamala se integra por municipios de tres estados (México, Hidalgo y Tlaxcala) y por las 16 alcaldías de la Ciudad de México. La subregión Valle de México, con una superficie de 9700 mil km² y 19.6 millones de habitantes (59.1% y 95.6% del regional, respectivamente), se integra por 85 municipios.
La población en la región al año 2005 fue de 20.54 millones de habitantes, de los cuales 19.69 millones se ubicaban en localidades de tipo urbano y sólo 0.85 millones en poblaciones de tipo rural. De acuerdo a las proyecciones del Consejo Nacional de Población (Conapo), la población en la región continuará en crecimiento a un ritmo promedio de 150 000 habitantes por año, lo que para el año  2030 significará 3.6 millones de habitantes. Por otra parte, en localidades rurales se contempla un incremento de tan sólo 93 000 habitantes al año 2030, es decir un crecimiento medio de 3700 habitantes por año; en contraste, en localidades urbanas el crecimiento esperado es de 3.51 millones de habitantes, concentrados principalmente en los municipios conurbados de la Zona Metropolitana de la Ciudad de México (ZMCM). 

### Orografía
La orografía del valle se halla dominada por los volcanes Popocatépetl e Iztaccíhuatl, los cuales desde tiempos inmemoriales han sido reverenciados y temidos por los habitantes del valle de México. Especialmente el primero de estos que produce fumarolas y actividad volcánica con regularidad.

### Agua
A lo largo de varios milenios, el deshielo y la lluvia crearon en el valle un complejo sistema acuífero, el cual alimentaba el sistema lacustre local, un sistema lacustre de tipo endorreico. A la llegada de los españoles a la cuenca, los lagos fueron víctimas de los planes para desecar los vasos y poder librar a la Ciudad de México de las terribles inundaciones que frecuentemente afectaban a la capital del virreinato novohispano, y posteriormente a la capital mexicana.

### Clima

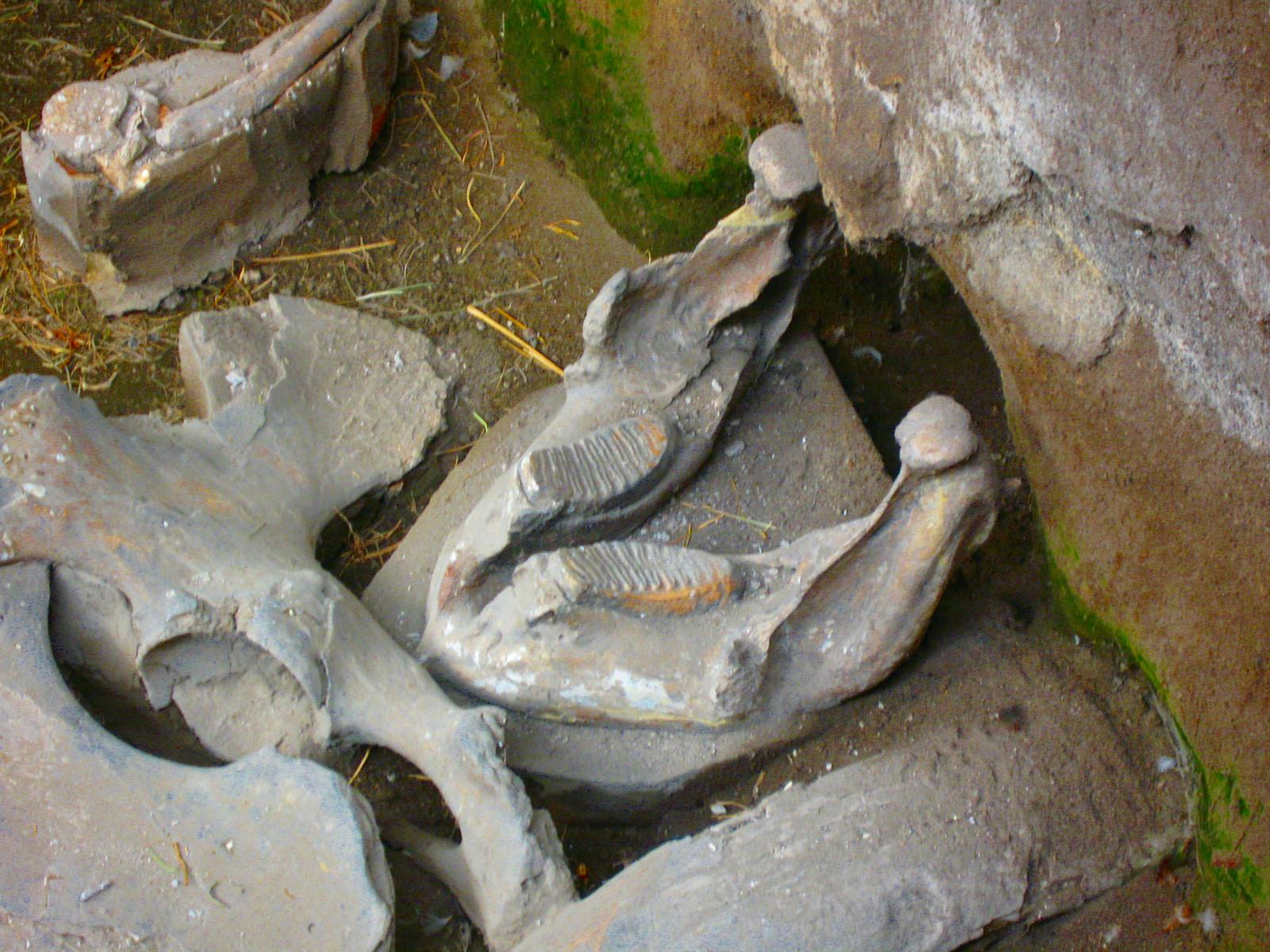
Mandíbula de mamut en el Museo Paleontológico de Tocuila.

El clima en el área central del valle es templado, con temperaturas que oscilan entre los 25 °C en verano y los -5 °C en la fase más aguda del invierno. Ostenta una temperatura media anual aproximada de entre 13 °C y 17 °C. Las nieves cubren las montañas cada invierno mientras que las cumbres más altas tienen nieves perpetuas.
El clima ha cambiado mucho en los últimos 500 años, debido al proceso de urbanización ocurrido en el área del valle. Alrededor de 1400 el clima en el valle era increíblemente estable, ya que el efecto de las montañas y de la evaporación del lago daban como resultado una humedad ambiental constante y relativamente alta, cosa que hacía del lago un lugar sumamente fértil y agradable para vivir y propició su poblamiento. Este proceso data de la época de Tlatilco, alrededor de 1000 a. C, aunque se cree que el área ya estaba habitada desde tiempos anteriores (véase Hombre de Tepexpan).

## Historia precolombina
La zona del valle de México fue colonizada desde hace aproximadamente 11 000 años, sobre todo por lo favorable de su clima y por la diversidad de especies animales y vegetales del área, que atrajeron a los nómadas cazadores-recolectores de la época para establecerse en él.
A lo largo de casi 9000 años no hubo grandes civilizaciones en el valle hasta el surgimiento de Tlatilco y Cuicuilco, las primeras grandes civilizaciones en el área central de México, en el período preclásico mesoamericano. Después el área albergaría a grandes y complejas civilizaciones como Teotihuacán, durante el clásico. En el posclásico florecerían señoríos de origen tepaneca y los toltecas. Pero sin duda la más importante de las civilizaciones posclásicas del valle fue la de los mexicas o aztecas, quienes fundaron su capital en un islote en medio del lago de Texcoco.
Fue en el centro del lago de Texcoco, donde varias tribus que habían partido de un lugar llamado Aztlán, mismas que pasaron muchos contratiempos y dificultades buscando un lugar que les perteneciera, y según la leyenda fundacional, después de un largo peregrinar por fin llegaron alrededor del año 1325, fundando allí la gran Tenochtitlan. Se sabe que realmente el islote fue habitado por los primeros peregrinos aztecas aproximadamente 100 años antes y se establecieron en ese lugar debido a que fueron rechazados de todos los lugares donde intentaron establecerse originalmente. El islote, fue en un inicio llamado Cuauhmixtitlán y posteriormente rebautizado por Acamapichtli como Tenochtitlán en honor a su antecesor, Tenoch, quien había nacido ya en el islote. Décadas después, cuando Tenochtitlán era próspera, Itzcóatl lleva a cabo una profunda reforma religiosa y reescribe la historia oficial mexica creando la leyenda de la peregrinación y haciendo coincidir la fecha de fundación de Tenochtitlan con el inicio del reinado de Tenoch o bien, con un eclipse solar ocurrido en ese año.

## Antiguos pobladores
Los arqueólogos han fechado asentamientos humanos a las orillas de los grandes lagos del Valle de México desde fechas tan lejanas como el 1500 a. C. Estas sociedades agrícolas, sedentarias, perfeccionaron sus técnicas de siembra y diversificaron sus cosechas gracias a la abundancia de agua. Estos primeros habitantes recurrieron también a la caza, la recolección y la pesca. Entre los animales que podían encontrar en el valle se encontraban ciervos, osos, jabalíes, pumas, roedores, aves, tortugas. Los animales domésticos, perros, guajolotes y patos, completaron la alimentación de estos pobladores.
Al paso de algunos siglos y ante sequías más acentuadas y el descenso del nivel de los lagos, estas sociedades desarrollaron nuevos sistemas de siembra: por irrigación mediante canales artificiales y el uso de chinampas.
La densidad demográfica demandó cosechas más intensivas, comercio con otras sociedades, una estratificación social y, finalmente, el establecimiento de ciudades con grandes monumentos ceremoniales. 
En el valle de México también se asentó la primera civilización plenamente urbana: Teotihuacán. Se afirma que en su apogeo alcanzó los 200 000 habitantes, provenientes de diversas regiones de Mesoamérica, y contó con una extensión de 32 kilómetros cuadrados. La importancia de esta urbe, con su arquitectura megalítica, sus barrios de comerciantes, un trazo urbano equilibrado con los monumentos y las montañas que la rodean, fue tal que los mexicas, siglos más tarde cuando la encontraron en ruinas, establecieron allí el origen del universo.
El valle de México, lugar estratégico por sus grandes lagos, recursos diversos y ubicación, fue una región vital para el desarrollo de la civilización mesoamericana. Sus grandes ciudades, Cuicuilco, Teotihuacán, Tula, Tenochtitlán, ejercieron un control político y religioso que se extendió hasta los confines de la zona cultural.

## Contaminación actual

Zona Metropolitana del Valle de México compartida por varios valles en la Cuenca de México.

El ozono, el óxido de azufre y las partículas suspendidas forman parte de la contaminación atmosférica asociada con el medio ambiente de esta urbe; sin embargo, ésta queda atrapada por los contornos naturales del valle. En invierno, la inversión térmica contribuye al problema de la contaminación. Los programas para el mejoramiento de la calidad del aire han funcionado, pues ya no se registran los niveles que se tenían en la década de los 1980, cuando tuvo su máxima crisis. Hace ya varios años, el Ing. Heberto Castillo, realizó una propuesta para contrarrestar la contaminación del aire que se forma en Ciudad de México, sobre todo porque hace falta ventilación dentro del Valle. Su idea consistía en la instalación de ventiladores, ante la falta de circulación del aire en el valle de México. La propuesta fue estudiada y clasificada de inviable, ya que el combustible que haría funcionar los ventiladores agravaría el problema de la contaminación.
Aunque en fechas recientes el gobierno de la Ciudad de México ha optado por promover el uso de transportes de pasajeros limpios (tren suburbano, red de trolebuses y el corredor ecológico y las líneas del metrobús, además del ya existente metro), el problema de la contaminación continua; de acuerdo con el boletín Ecología verde el Primer Informe de Registros de Emisiones y Transferencia de Contaminantes del Distrito Federal (RETC) señala que desafortunadamente la Ciudad de México continúa siendo una de las más contaminadas, se registra que a las aguas residuales se vierten 2814 toneladas de plomo además de otras sustancias letales para la salud, y además, indica que son las industrias tabacalera, de bebidas y alimentaria, las que más contribuyen a la emisión de dióxido de carbono, por la cantidad de combustible utilizado para sus procesos, de allí que el cambio climático en la ciudad sea tan evidente.